# Gawr Gura
Gawr Gura (tiếng Nhật: がうる・ぐら) là một YouTuber ảo và là người phát sóng trò chơi điện tử trực tiếp. Cô trực thuộc sự quản lý của Hololive Production và là thành viên của nhóm Hololive English – Myth (cách điệu là HoloMyth). Cô ra mắt vào ngày 13 tháng 9 năm 2020, kể từ đó cô trở thành VTuber có nhiều lượt đăng ký nhất với hơn 4 triệu người đăng ký. Các buổi livestream của cô tập trung vào giải trí, chủ yếu là Let's Play, karaoke và trò chuyện với khán giả. Gura thường được gọi là "Same-Chan" ở Nhật Bản, same có nghĩa là cá mập. Tạo hình gốc của cô được thực hiện bởi Umiushi Shin và được minh họa bởi Natsuki Amashiro.Gawr Gura đã thông báo tốt nghiệp vào ngày 1 tháng 5 năm 2025

## Tổng quan
Các hoạt động đầu tiên trên Twitter của cô bắt đầu vào ngày 9 tháng 9 năm 2020. Video trực tiếp đầu tiên trên YouTube được phát sóng lúc 6 giờ sáng theo giờ Nhật Bản vào ngày 13 tháng 9. Amashiro Natsuki là người thiết kế nhân vật.
Buổi stream đầu tiên của cô đã được 45.000 người xem trực tiếp. Số tiền Super Chat kiếm được trị giá 600.000 đô la Đài Loan và đến ngày 20 tháng 9 năm 2020, video đầu tay đã được xem hơn 400.000 lần. Theo PANORA, kênh của cô đã ghi nhận lượt xem tăng khủng từ ngày 14 đến ngày 20 tháng 9.
Kênh đạt 1 triệu người đăng ký vào ngày 22 tháng 10 năm 2020 theo giờ Nhật Bản. Đây là kỷ lục nhanh nhất trong số những người dùng YouTube ảo và cô ấy là VTuber thứ ba và là kênh VTuber thứ tư đạt được cột mốc đó, ngay sau Kizuna AI và Kaguya Luna. Gawr Gura được chọn là một trong 100 từ internet phổ biến hàng đầu trên Nico Nico Pedia, và Pixiv Encyclopedia.

## Danh sách đĩa nhạc

### Đĩa đơn
| Ngày phát hành      | Tên bài hát | Mã danh mục |
| ------------------- | ----------- | ----------- |
| 22 tháng 6 năm 2021 | REFLECT     | CVRD-048    |

### Hợp tác

#### Đĩa đơn kĩ thuật số
| Ngày phát hành      | Tên bài hát                           | Nghệ sĩ                  | Hãng đĩa    | Mã danh mục |
| ------------------- | ------------------------------------- | ------------------------ | ----------- | ----------- |
| 19 tháng 9 năm 2021 | Domination! All the World Is an Ocean | UMISEA                   | cover corp. | CVRD-077    |
| 14 tháng 1 năm 2022 | Journey Like a Thousand Years         | Hololive English -Myth-  | cover corp. | CVRD-113    |
| 5 tháng 2 năm 2022  | Q                                     | Mori Calliope, Gawr Gura | cover corp. | CVRD-126    |

#### Album
| Ngày phát hành      | Tựa đề  | Định dạng             | Hãng đĩa    | Mã danh mục | Đĩa đơn hợp tác |
| ------------------- | ------- | --------------------- | ----------- | ----------- | --------------- |
| 21 tháng 3 năm 2022 | UnAlive | Tải xuống kĩ thuật số | cover corp. | CVRD-140    | 『Q』           |